# Мононга (Західна Вірджинія)
Мононга (англ. Monongah) — місто (англ. town) в США, в окрузі Меріон штату Західна Вірджинія. Населення — 965 осіб (2020).

## Географія
Мононга розташована за координатами 39°27′30″ пн. ш. 80°13′15″ зх. д. / 39.45833° пн. ш. 80.22083° зх. д. (39.458342, -80.220774).  За даними Бюро перепису населення США в 2010 році місто мало площу 1,38 км², з яких 1,26 км² — суходіл та 0,12 км² — водойми.

## Демографія
Згідно з переписом 2010 року, у місті мешкали 1044 особи в 457 домогосподарствах у складі 301 родини. Густота населення становила 757 осіб/км².  Було 494 помешкання (358/км²).
Расовий склад населення:
| - 94,8 % — білих - 3,5 % — чорних або афроамериканців - 0,2 % — азіатів - 0,1 % — корінних американців |

До двох чи більше рас належало 0,9 %. Частка іспаномовних становила 1,0 % від усіх жителів.
За віковим діапазоном населення розподілялося таким чином: 19,1 % — особи молодші 18 років, 62,5 % — особи у віці 18—64 років, 18,4 % — особи у віці 65 років та старші. Медіана віку мешканця становила 42,0 року. На 100 осіб жіночої статі у місті припадало 101,9 чоловіків;  на 100 жінок у віці від 18 років та старших — 95,6 чоловіків також старших 18 років.
Середній дохід на одне домашнє господарство  становив 48 915 доларів США (медіана — 36 739), а середній дохід на одну сім'ю — 60 651 долар (медіана — 46 875). За межею бідності перебувало 13,8 % осіб, у тому числі 24,3 % дітей у віці до 18 років та 9,5 % осіб у віці 65 років та старших.
Цивільне працевлаштоване населення становило 477 осіб. Основні галузі зайнятості: освіта, охорона здоров'я та соціальна допомога — 20,5 %, виробництво — 14,9 %, сільське господарство, лісництво, риболовля — 11,5 %, роздрібна торгівля — 10,3 %.